# Reprezentacja Wybrzeża Kości Słoniowej w piłce nożnej mężczyzn

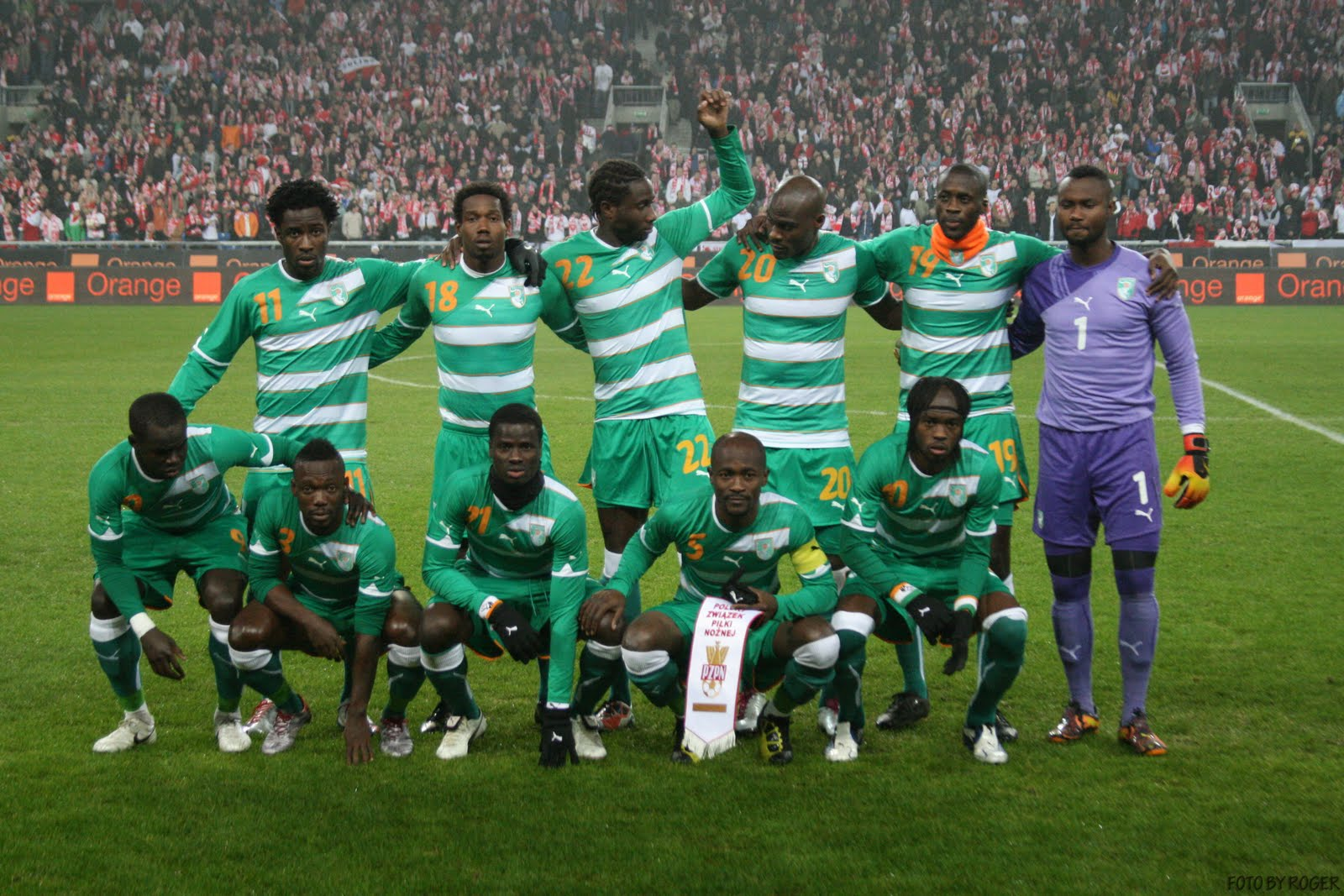
Reprezentacja WKS przed meczem z Polską (17.11.2010)

Reprezentacja Wybrzeża Kości Słoniowej – kadra Wybrzeża Kości Słoniowej w piłce nożnej mężczyzn.

## Historia
Reprezentacja Wybrzeża Kości Słoniowej awansowała do afrykańskiej czołówki pod koniec lat 60. Wówczas dwukrotnie – w 1965 i 1968 r. – stawała na podium w Pucharze Narodów Afryki, a w 1970 roku zajęła czwarte miejsce. Po trwającej prawie dwadzieścia lat piłkarskiej zapaści, spowodowanej głównie przemianami politycznymi, Słonie powróciły do elity na przełomie lat 80. i 90, stając się trzecią drużyną Afryki w 1986. W 1992 r., po zwycięstwie w rzutach karnych nad Ghaną zdobyły pierwszy w swojej historii tytuł mistrza kontynentu (później ta sztuka udała się „Słoniom” tylko raz – w 2015). W tym samym roku wystąpili również w rozgrywkach o Puchar Króla Fahda (dzisiejszy Puchar Konfederacji). Zajęli w nim czwarte miejsce po porażce w meczu o trzecie miejsce z reprezentacją Stanów Zjednoczonych 2:5. Dwa lata później pod selekcjonerskim okiem Polaka Henryka Kasperczaka zajęli w PNA trzecie miejsce.
Od drugiej połowy lat 90. drużyna regularnie występuje w rozgrywkach o Puchar Narodów Afryki.
Od 1974 r. walczyła również w eliminacjach do mistrzostw świata, ale za każdym razem przegrywała z kretesem. Dopiero pod koniec 2005 r. udało jej się awansować do światowego czempionatu. Podopieczni francuskiego szkoleniowca Henri Michela wyprzedzili w grupie faworyzowane Kamerun i Egipt.
Reprezentacja WKS była uznawana za najsilniejszy obok Tunezji zespół afrykański, startujący na mundialu 2006. Mimo iż jej gra opierała się na zespołowości i podporządkowana była żelaznej taktyce, to w składzie zespołu można było znaleźć kilka interesujących piłkarskich osobowości. Doświadczony bramkarz 34-letni Jean-Jacques Tizié bronił w lidze tunezyjskiej, obrońcy Kolo Touré i Emmanuel Eboué grali w Arsenal F.C., a najbardziej znani i utytułowani piłkarze WKS – napastnicy Bonaventure Kalou i Didier Drogba na co dzień strzelali gole dla Paris Saint Germain i Chelsea F.C. W kadrze na Puchar Narodów Afryki 2006 i mundial 2006 nie było ani jednego piłkarza, który grałby w lidze krajowej, wszyscy oprócz bramkarza Tizie występowali w Europie, głównie we Francji.
Uznani zawodnicy i doświadczony szkoleniowiec okazały się atutami nie wystarczającymi, aby w debiutanckim występie w finałach mistrzostw świata awansować do drugiej rundy. „Słonie” przegrały z Holandią i Argentyną, i zwycięstwo w ostatnim spotkaniu z Serbią i Czarnogórą miało wyłącznie charakter prestiżowy. Po turnieju do dymisji podał się selekcjoner Michel. Półtora miesiąca później nowym trenerem kadry został Niemiec Uli Stielike. Stielike podał się do dymisji na krótko przed turniejem z powodu choroby syna. Zastąpił go – tylko na czas mistrzostw – Francuz Gérard Gili. Od maja 2008 roku szkoleniowcem reprezentacji mianowano Bośniaka Vahida Halilhodžicia. Halilhodžić został zwolniony po tym jak drużyna odpadła w ćwierćfinale Pucharu Narodów Afryki (porażka po dogrywce 2:3 z reprezentacją Algierii). Zastąpił go z dniem 28 marca 2010 r. Sven-Göran Eriksson, który zrezygnował z prowadzenia drużyny po tym jak odpadła w fazie grupowej Mistrzostw Świata w piłce nożnej w RPA (trzecie miejsce w grupie, cztery punkty po zwycięstwie z Koreą Północną 3:0, bezbramkowym remisie z Portugalią i porażce z Brazylią 1:3). Od 2010 selekcjonerem był François Zahoui. W 2012 r. zatrudniono nowego trenera, Sabri Lamouchi. Został zastąpiony przez swojego rodaka Hervé Renarda w 2014. W tym samym roku odbyły się także Mistrzostwa Świata w Brazylii, które reprezentacja Wybrzeża Kości Słoniowej ponownie zakończyła na fazie grupowej (po zwycięstwie z Japonią 2:1 poniosła dwie porażki z Kolumbią i Grecją po 1:2). Rok później (2015) na stanowisku trenera zatrudniono Michela Dussuyera, który był selekcjonerem kadry Wybrzeża Kości Słoniowej do 2017 roku. Później drużynę „Słoni” przez kilka miesięcy prowadził Belg, Marc Wilmots, który został zwolniony wskutek braku awansu WKS-u na mundial w Rosji.  
Zespół Wybrzeża Kości Słoniowej będzie również gospodarzem Pucharu Narodów Afryki 2021.
Reprezentacja zajmuje obecnie (ranking FIFA z 1 czerwca 2017) 8 miejsce w Afryce jak i w federacji CAF.

## Udział wMistrzostwach Świata
- 1930–1958 – Nie brało udziału (było kolonią francuską)
- 1962–1970 – Nie brało udziału
- 1974–1978 – Nie zakwalifikowało się
- 1982 – Nie brało udziału
- 1986–2002 – Nie zakwalifikowało się
- 2006 – Faza grupowa
- 2010 – Faza grupowa
- 2014 – Faza grupowa
- 2018-2022 – Nie zakwalifikowało się

## Udział wPucharze Narodów Afryki
- 1957–1959 – Nie brało udziału (było kolonią francuską)
- 1962–1963 – Nie brało udziału
- 1965 – III miejsce
- 1968 – III miejsce
- 1970 – IV miejsce
- 1972 – Nie zakwalifikowało się
- 1974 – Faza grupowa
- 1976 – Nie zakwalifikowało się
- 1978 – Dyskwalifikacja
- 1980 – Faza grupowa
- 1982 – Nie brało udziału
- 1984 – Faza grupowa
- 1986 – III miejsce
- 1988 – Faza grupowa
- 1990 – Faza grupowa
- 1992 – Mistrzostwo
- 1994 – III miejsce
- 1996 – Faza grupowa
- 1998 – Ćwierćfinał
- 2000 – Faza grupowa
- 2002 – Faza grupowa
- 2004 – Nie zakwalifikowało się
- 2006 – II miejsce
- 2008 – IV miejsce
- 2010 – Ćwierćfinał
- 2012 – II miejsce
- 2013 – Ćwierćfinał
- 2015 – Mistrzostwo
- 2017 – Faza grupowa
- 2019 – Ćwierćfinał
- 2021 – 1/8 finału
- 2023 – Mistrzostwo

## Selekcjonerzy
- 1993–94 –  Henryk Kasperczak
- 1998–00 –  Martin Gbonké Tia
- 2000–00 –  Patrick Parizon
- 2001–02 –  Lama Bamba
- 2002–03 –  Robert Nouzaret
- 2004–06 –  Henri Michel
- 2006–07 –  Uli Stielike
- 2008–08 –  Gérard Gili
- 2008–10 –  Vahid Halilhodžić
- 2010–10 –  Sven-Göran Eriksson
- 2010–12 –  François Zahoui
- 2012–14 –  Sabri Lamouchi
- 2014–15 –  Hervé Renard
- 2015–17 –   Michel Dussuyer
- 2017–17 –   Marc Wilmots